# زارکو مارکوویچ
زارکو مارکوویچ (انگلیسی: Žarko Marković؛ زادهٔ ۱ ژوئن ۱۹۸۶) بازیکن هندبال اهل مونته‌نگرو است.
از باشگاه‌هایی که در آن بازی کرده‌است می‌توان به باشگاه ورزشی الجیش قطر اشاره کرد.